# Chris Hughes
Christopher "Chris" Hughes (26 november 1983) is een Amerikaanse ondernemer en mede-oprichter van het sociale netwerk Facebook, met zijn kamergenoten op Harvard: Mark Zuckerberg, Dustin Moskovitz, en Eduardo Saverin. Hij kocht in 2012 een meerderheidsaandeel van het tijdschrift The New Republic.

## Jeugd en opleiding
Hughes groeide op in Hickory, North Carolina, als enig kind van Arlen "Ray" Hughes, een krantenverkoper, en Brenda Hughes, een openbaar-schoollerares. Hij werd opgevoed als een evangelische Lutherse. Chris is afgestudeerd aan de Phillips Academy in Andover, Massachusetts. In 2006 studeerde hij af aan Harvard University met een Bachelor of Arts in de geschiedenis en literatuur.